# Francesco Crinò
Francesco Antonio Crinò detto Franco (Casignana, 11 ottobre 1955) è un politico italiano, senatore della Repubblica, di estrazione socialista.

## Biografia
Nel 1994 è candidato alle elezioni politiche nel collegio uninominale di Locri della Camera con la lista Socialdemocrazia per le Libertà, che corre fuori dai poli: ottiene il 9,9% dei voti, senza risultare eletto.
Successivamente aderisce al Partito Socialista di Ugo Intini e Gianni De Michelis e alle elezioni regionali in Calabria del 2000 risulta essere l'unico eletto nella lista "Partito Socialista - Socialdemocrazia", nella coalizione di centrodestra, con 2.861 preferenze.
È stato poi eletto al Senato della Repubblica nel 2001, nel collegio maggioritario di Palmi, in Calabria, come rappresentante della Casa delle Libertà in quota Nuovo PSI. Nel corso della XIV Legislatura è vicepresidente del gruppo misto-Nuovo PSI al Senato, membro della Commissione Industria, Commercio, Turismo e della Commissione d'inchiesta sul fenomeno della mafia.
Al congresso di partito dell'ottobre 2005 ha contrastato la mozione del segretario Gianni De Michelis e si è schierato dalla parte di Bobo Craxi, sostenendo la necessità di dichiarare conclusa l'alleanza con la Casa delle Libertà.
Così, a febbraio 2006, ha partecipato alla scissione interna al Nuovo PSI, aderendo alla nuova formazione politica denominata I Socialisti, alleata dell'Unione, che, per le elezioni 2006, lo ha ricandidato nella circoscrizione calabrese. Tuttavia tale lista non ha ottenuto alcun seggio, in quanto non ha superato gli sbarramenti elettorali previsti alla Camera e al Senato. Ha ricoperto il ruolo di segretario regionale del partito calabrese de I Socialisti ed era stato indicato dal Presidente del partito come possibile sottosegretario nel Governo Prodi II, anche se la nomina non va in porto. 
Dopo aver passato un anno senza appartenenze politiche, diventa membro del direttivo regionale calabrese del Popolo della Libertà e collaboratore presso Palazzo Chigi. 
Nel 2013 viene candidato al Senato in Calabria al terzo posto nella lista Grande Sud, senza essere eletto.
Negli anni duemilaventi è vicesindaco del suo comune natale, Casignana.